# Vietnám a 2012. évi nyári olimpiai játékokon
Vietnám a nagy-britanniai Londonban megrendezett 2012. évi nyári olimpiai játékok egyik részt vevő nemzete volt. Az országot az olimpián 11 sportágban 18 sportoló képviselte, akik érmet nem szereztek.

## Atlétika
Női
| Versenyző             | Versenyszám     | Eredmény | Helyezés |
| --------------------- | --------------- | -------- | -------- |
| Nguyễn Thị Thanh Phúc | 20 km gyaloglás | 1:33:36  | 36.      |

| Versenyző          | Versenyszám | Selejtező | Selejtező | Döntő    | Döntő    |
| Versenyző          | Versenyszám | Eredmény  | Helyezés  | Eredmény | Helyezés |
| ------------------ | ----------- | --------- | --------- | -------- | -------- |
| Dương Thị Việt Anh | Magasugrás  | 180 cm    | 29.*      | kiesett  | kiesett  |

* - négy másik versenyzővel azonos eredményt ért el

## Birkózás

### Női
Szabadfogású
| Versenyző      | Versenyszám | Selejtező         | Nyolcaddöntő                        | Negyeddöntő       | Elődöntő          | Vigaszág első kör | Vigaszág elődöntő | Bronz- mérkőzés   | Döntő             | Helyezés |
| Versenyző      | Versenyszám | Ellenfél Eredmény | Ellenfél Eredmény                   | Ellenfél Eredmény | Ellenfél Eredmény | Ellenfél Eredmény | Ellenfél Eredmény | Ellenfél Eredmény | Ellenfél Eredmény | Helyezés |
| -------------- | ----------- | ----------------- | ----------------------------------- | ----------------- | ----------------- | ----------------- | ----------------- | ----------------- | ----------------- | -------- |
| Nguyễn Thị Lụa | 48 kg       | erőnyerő          | Carol Huynh (CAN) · 0–3 (kétvállas) | kiesett           | kiesett           |                   |                   |                   |                   | 10.      |

## Cselgáncs
Női
| Versenyző   | Versenyszám | Selejtező                           | Nyolcaddöntő      | Negyeddöntő       | Elődöntő          | Vigaszág elődöntő | Bronz- mérkőzés   | Döntő             | Helyezés |
| Versenyző   | Versenyszám | Ellenfél Eredmény                   | Ellenfél Eredmény | Ellenfél Eredmény | Ellenfél Eredmény | Ellenfél Eredmény | Ellenfél Eredmény | Ellenfél Eredmény | Helyezés |
| ----------- | ----------- | ----------------------------------- | ----------------- | ----------------- | ----------------- | ----------------- | ----------------- | ----------------- | -------- |
| Văn Ngọc Tú | Légsúly     | Sarah Menezes (BRA) · 000(2)–002(1) | kiesett           | kiesett           | kiesett           |                   |                   |                   | 17.      |

## Evezés
Női
| Versenyző                  | Versenyszám              | Előfutam | Előfutam | Vigaszág | Vigaszág | Elődöntő | Elődöntő | Elődöntő | Döntő | Döntő   | Döntő | Helyezés |
| Versenyző                  | Versenyszám              | Idő      | Hely.    | Idő      | Hely.    | Típus    | Idő      | Hely.    | Típus | Idő     | Hely. | Helyezés |
| -------------------------- | ------------------------ | -------- | -------- | -------- | -------- | -------- | -------- | -------- | ----- | ------- | ----- | -------- |
| Phạm Thị Hài Phạm Thị Thảo | Könnyűsúlyú kétpárevezős | 7:50,06  | 5.       | 7:37,64  | 5.       |          |          |          | C     | 7:51,82 | 4.    | 16.      |

## Sportlövészet
Férfi
| Versenyző       | Versenyszám    | Selejtező | Selejtező | Döntő   | Döntő    |
| Versenyző       | Versenyszám    | Pont      | Helyezés  | Pont    | Helyezés |
| --------------- | -------------- | --------- | --------- | ------- | -------- |
| Hoàng Xuân Vinh | Légpisztoly    | 582       | 9.        | kiesett | kiesett  |
| Hoàng Xuân Vinh | Szabadpisztoly | 563       | 4.        | 658,5   | 4.       |

Női
| Versenyző         | Versenyszám   | Selejtező | Selejtező | Döntő   | Döntő    |
| Versenyző         | Versenyszám   | Pont      | Helyezés  | Pont    | Helyezés |
| ----------------- | ------------- | --------- | --------- | ------- | -------- |
| Lê Thị Hoàng Ngọc | Légpisztoly   | 379       | 21.       | kiesett | kiesett  |
| Lê Thị Hoàng Ngọc | Sportpisztoly | 574       | 32.       | kiesett | kiesett  |

## Súlyemelés
Férfi
| Versenyző         | Versenyszám | Szakítás | Szakítás | Lökés    | Lökés    | Összesen | Helyezés |
| Versenyző         | Versenyszám | Eredmény | Helyezés | Eredmény | Helyezés | Összesen | Helyezés |
| ----------------- | ----------- | -------- | -------- | -------- | -------- | -------- | -------- |
| Trần Lê Quốc Toàn | 56 kg       | 125      | 7.       | 159      | 2.*      | 284      | 4.       |

Női
| Versenyző       | Versenyszám | Szakítás | Szakítás | Lökés    | Lökés    | Összesen | Helyezés |
| Versenyző       | Versenyszám | Eredmény | Helyezés | Eredmény | Helyezés | Összesen | Helyezés |
| --------------- | ----------- | -------- | -------- | -------- | -------- | -------- | -------- |
| Nguyễn Thị Thuỷ | 53 kg       | 85       | 8.       | 110      | 7.       | 195      | 8.       |

* - egy másik versenyzővel azonos eredményt ért el

## Taekwondo
Férfi
| Versenyző     | Versenyszám | Nyolcaddöntő              | Negyeddöntő       | Elődöntő          | Vigaszág elődöntő | Bronz- mérkőzés   | Döntő             | Helyezés |
| Versenyző     | Versenyszám | Ellenfél Eredmény         | Ellenfél Eredmény | Ellenfél Eredmény | Ellenfél Eredmény | Ellenfél Eredmény | Ellenfél Eredmény | Helyezés |
| ------------- | ----------- | ------------------------- | ----------------- | ----------------- | ----------------- | ----------------- | ----------------- | -------- |
| Lê Huỳnh Châu | Légsúly     | Wei Chen-Yang (TPE) · 1–5 | kiesett           | kiesett           |                   |                   |                   | 11.      |

Női
| Versenyző           | Versenyszám | Nyolcaddöntő              | Negyeddöntő       | Elődöntő          | Vigaszág elődöntő | Bronz- mérkőzés   | Döntő             | Helyezés |
| Versenyző           | Versenyszám | Ellenfél Eredmény         | Ellenfél Eredmény | Ellenfél Eredmény | Ellenfél Eredmény | Ellenfél Eredmény | Ellenfél Eredmény | Helyezés |
| ------------------- | ----------- | ------------------------- | ----------------- | ----------------- | ----------------- | ----------------- | ----------------- | -------- |
| Chu Hoàng Diệu Linh | Váltósúly   | Helena Fromm (GER) · 1–13 | kiesett           | kiesett           |                   |                   |                   | 11.      |

## Tollaslabda
| Versenyző        | Versenyszám | Csoportkör                                                                               | Csoportkör | Nyolcaddöntő      | Negyeddöntő       | Elődöntő          | Bronz- mérkőzés   | Döntő             | Helyezés |
| Versenyző        | Versenyszám | Ellenfél Eredmény                                                                        | Hely.      | Ellenfél Eredmény | Ellenfél Eredmény | Ellenfél Eredmény | Ellenfél Eredmény | Ellenfél Eredmény | Helyezés |
| ---------------- | ----------- | ---------------------------------------------------------------------------------------- | ---------- | ----------------- | ----------------- | ----------------- | ----------------- | ----------------- | -------- |
| Nguyễn Tiến Minh | Férfi egyes | D csoport · Kasjap Párupalli (IND) · 9–21, 14–21 · Yuhan Tan (BEL) · 17–21, 21–14, 21–10 | 2.         | kiesett           | kiesett           | kiesett           | kiesett           | kiesett           | 17.      |

## Torna
Férfi
| Versenyző       | Versenyszám | Selejtező | Selejtező | Döntő    | Döntő    |
| Versenyző       | Versenyszám | Pontszám  | Helyezés  | Pontszám | Helyezés |
| --------------- | ----------- | --------- | --------- | -------- | -------- |
| Phạm Phước Hưng | Korlát      | 15,133    | 19.       | kiesett  | kiesett  |
| Phạm Phước Hưng | Gyűrű       | 14,433    | 40.       | kiesett  | kiesett  |

Női
| Versenyző          | Versenyszám    | Selejtező | Selejtező | Döntő    | Döntő    |
| Versenyző          | Versenyszám    | Pontszám  | Helyezés  | Pontszám | Helyezés |
| ------------------ | -------------- | --------- | --------- | -------- | -------- |
| Phan Thị Hà Thanh  | Talaj          | 12,466    | 71.       | kiesett  | kiesett  |
| Phan Thị Hà Thanh  | Ugrás          | 13,533    | 12.       | kiesett  | kiesett  |
| Đỗ Thị Ngân Thương | Felemás korlát | 11,466    | 73.       | kiesett  | kiesett  |
| Đỗ Thị Ngân Thương | Gerenda        | 11,966    | 70.       | kiesett  | kiesett  |

## Úszás
Női
| Versenyző           | Versenyszám  | Előfutam | Előfutam | Előfutam | Elődöntő | Elődöntő | Elődöntő | Döntő   | Döntő    |
| Versenyző           | Versenyszám  | Idő      | Hely.    | Össz.    | Idő      | Hely.    | Össz.    | Idő     | Helyezés |
| ------------------- | ------------ | -------- | -------- | -------- | -------- | -------- | -------- | ------- | -------- |
| Nguyễn Thị Ánh Viên | 200 m hát    | 2:13,35  | 1.       | 26.      | kiesett  | kiesett  | kiesett  | kiesett | kiesett  |
| Nguyễn Thị Ánh Viên | 400 m vegyes | 4:50,32  | 1.       | 28.      | kiesett  | kiesett  | kiesett  | kiesett | kiesett  |

## Vívás
Férfi
| Versenyző        | Versenyszám       | Selejtező         | 32-es főtábla                 | Nyolcaddöntő      | Negyeddöntő       | Elődöntő          | Bronz- mérkőzés   | Döntő             | Helyezés |
| Versenyző        | Versenyszám       | Ellenfél Eredmény | Ellenfél Eredmény             | Ellenfél Eredmény | Ellenfél Eredmény | Ellenfél Eredmény | Ellenfél Eredmény | Ellenfél Eredmény | Helyezés |
| ---------------- | ----------------- | ----------------- | ----------------------------- | ----------------- | ----------------- | ----------------- | ----------------- | ----------------- | -------- |
| Nguyễn Tiến Nhật | Párbajtőr, egyéni |                   | Elmir Alimzsanov (KAZ) · 9–15 | kiesett           | kiesett           | kiesett           | kiesett           | kiesett           | 29.      |